# Porubî, Iavoriv
Porubî (în ucraineană Поруби) este un sat în comuna Zavadiv din raionul Iavoriv, regiunea Liov, Ucraina.

## Demografie
Componența lingvistică a localității Porubî
     Ucraineană (100%)
Conform recensământului din 2001, toată populația localității Porubî era vorbitoare de ucraineană (100%).